# Продуктопроводи
Продуктопроводи (рос. продуктопроводы, англ. product pipelines, нім. Produktrohrleitungen f pl) – класифікаційна група, головним чином, промислових і технологічних трубопроводів, призначених для транспортування продуктів переробки корисних копалин (легкі фракції вуглеводнів, концентрати вугілля, руд чорних та кольорових металів тощо), продукції хімічної промисловості (етилен, аміак і т. ін.) і сільського господарства (соки, молоко тощо), будівельної промисловості і промислових відходів (“хвости” збагачення, золошлаки ТЕС). В інженерно-технологічному аспекті П. притаманні всі ознаки, загальні для гідротранспортних систем, які функціонують у різних галузях господарства. Особливості П. (склад, матеріали, засоби транспортування, допоміжне обладнання тощо) обумовлені родом транспортованого середовища, що в окремих випадках дає назву трубопроводу (бензопровід, аміакопровід, золопровід і т. ін.).